# آرثر كليفلاند بنت
آرثر كليفلاند بنت (بالإنجليزية: Arthur Cleveland Bent)‏ هو عالم حيوانات وعالم طيور أمريكي، ولد في 25 نوفمبر 1866 في تونتون في الولايات المتحدة، وتوفي بنفس المكان في 30 ديسمبر 1954.